# Porta (Pyrénées-Orientales)
Porta település Franciaországban, Pyrénées-Orientales megyében. Lakosainak száma 103 fő (2022. január 1.). Porta Guils de Cerdanya, Lles de Cerdanya, Meranges, Latour-de-Carol, Encamp, Porté-Puymorens, Enveitg és Canillo közösség községekkel határos.

## Népesség
A település népességének változása:
| Lakosok száma | 124  | 118  | 116  | 115  | 115  | 115  | 113  | 103  |
|               | 2013 | 2015 | 2017 | 2018 | 2019 | 2020 | 2021 | 2022 |